# Сидякин, Иван Васильевич
Иван Васильевич Сидякин (12 сентября 1909, Романцево, Московская губерния — неизвестно) — участник Великой Отечественной войны, полковник, военный комиссар, входил в руководящий состав 5-й гвардейской танковой армии.

## Биография
Иван Васильевич родился 12 сентября 1909 года в деревне Романцево Серединской волости Волоколамского уезда Московской губернии (ныне — в городском округе Шаховская Московской области). В 1931 году поступил на военную службу в ряды Красной Армии в Московском военном округе. После окончания школы 50-го стрелкового артиллерийского полка получил должность младшего командира и ответственного секретаря бюро в 50-м артиллерийском полку, был назначен начальником библиотеки и политруком роты в 52-м стрелковом полку. После прохождения военно-политических курсов в Москве в 1934 году был назначен комиссаром в 15-м артиллерийском дивизионе 15-й стрелково-пулемётной бригады, в танковой роте 3-го танкового батальона, инструктором по комсомольской работе. После окончания школы партактива 14-й механизированной бригады в г. Наро-Фоминск с августа 1938 г. был назначен комиссаром 59-го танкового батальона 59-й стрелковой дивизии Краснознамённой армии. Статья И. Сидякина «Работа инструктора политотдела» опубликована в журнале «Партийно-политическая работа в РККА».

### Участие в Великой Отечественной войне
Именно в этой должности вступил в Великую Отечественную войну. С 16 сентября 1941 г. был назначен заместителем командира по политчасти 8-й танковой бригады, в составе которой воевал на Северо-Западном, Калининском, Западном фронтах. Фотография Ивана Васильевича Сидякина, где он, будучи начальником политотдела 3-й Гвардейской танковой бригады, беседует с танкистами на Калининском фронте, экспонируется в «Музее Берлин-Карлсхорст». Автором фотографии, сделанной в 1942 году, был Борис Вдовенко.
И. В. Сидякин участвовал в битве за Москву, где получил ранение. В составе 7-го танкового корпуса принял участие в боях на Брянском фронте. Воевал под Сталинградом. В Музее ЦСДФ хранится монтажный лист фронтовых кинооператоров Е. Мухина и М. Посельского к сюжету об одном из эпизодов Сталинградской битвы с участием комиссара 3-й гвардейской танковой бригады Ивана Васильевича Сидякина (съёмка 30 сентября 1942 года).
Участвовал в боях за освобождение Котельниково. В декабре 1942 в военной операции в районе хутора Верхне-Чирский, когда был ранен командир 3-й гвардейской танковой бригады И. А. Вовченко, Сидякин взял командование на себя. С 14 декабря 1942 года до 27 апреля 1943 года был на должности командира 3-й гвардейской бригады. Под его командованием бригада, стремительно атаковав вражеские войска, завладела Верхнеяблочным хутором. Заняв господствующие над Котельниково высоты, Сидякин лично руководил штурмовой атакой и во взаимодействии с другими бригадами выбил противника с высот близ Котельниково, и с северной части самого города, овладев железнодорожной станцией и захватив большие трофеи. За умелое командование и проявленный героизм в боях за Котельниково был представлен к награде Орденом Отечественной войны I степени, а войскам, участвовавшим в освобождении Котельниково и других городов, приказом ВГК от 25 января 1943 года объявлена благодарность.

В мае 1943 года полковник И. В. Сидякин был назначен заместителем командира по политической части (начальником политотдела) 3-го гвардейского танкового корпуса. Фотография полковника И. В. Сидякина (май 1943 года) опубликована в издании, посвящённом прифронтовому Саратову. B. П. Богачев, который в годы Великой Отечественной войны был начальником разведки 3-го гвардейского танкового корпуса, отмечал, что полковник И. В. Сидякин «хорошо понимал природу боя», не раз вместе с танкистами ходил в атаку. 
Иван Васильевич отличался неутомимостью, энергией и никогда не покидавшей его бодростью. Он словом и личным примером воодушевлял танкистов, вселял в них уверенность в победу над врагом.
Командир бригады, генерал-майор И. А. Вовченко отмечал, что Сидякин:
Иван Васильевич знал не только человеческие души, но и танки, умел руководить боем.
В 1943 году в боях под Белгородом он, будучи начальником политотдела корпуса, вместе с политруком батальона Дмитрием Ларченко повёл в бой танкистов в сражении близ Томаровки. Это было первое для танкового корпуса столкновение с «Тиграми», и, как выяснилось в ходе боёв, на тот момент советское танковое орудие не было способно пробить броню нового танка противника. В бою капитан Ларченко был убит, а полковник Сидякин ранен в плечо.
В составе 8-й танковой бригады принимал участие в боях ростовского направления в 1943 году, Курской битве и битве за Днепр, Белорусской, Прибалтийской, Восточно-Померанской и Берлинской наступательных операциях 1944—1945 годов.

### После войны
С октября 1945 г. был назначен на должность инспектора Главного Политуправления Красной армии. Уволен в запас 16 ноября 1950 г.

## Награды
- Орден Красного Знамени — 05.05.1942; 11.12.1944;
- Орден Отечественной войны I степени — 22.02.1943; 27.07.1944;
- Медаль «За боевые заслуги» — 03.11.1944;
- Орден Кутузова II степени — 31.05.1945;
- Орден Красной Звезды — 05.11.1946[21]